# The Piano Lesson
The Piano Lesson ist ein Filmdrama und ein Musikfilm von Malcolm Washington. Es handelt sich um eine Adaption des gleichnamigen Theaterstücks von August Wilson aus dem Jahr 1987. In dem Spielfilmdebüt des Regisseurs sind dessen Bruder John David Washington, Danielle Deadwyler und Samuel L. Jackson als deren gemeinsamer Onkel als Mitglieder einer Familie zu sehen, die Mitte der 1930er Jahre in Pittsburgh lebt. Der Film wurde Ende August, Anfang September 2024 beim Telluride Film Festival erstmals gezeigt und feierte im weiteren Verlauf des Septembers 2024 beim Toronto International Film Festival seine internationale Premiere. Anfang November 2024 kam der Film in die US-Kinos und wurde zwei Wochen später in das Programm von Netflix aufgenommen.

## Handlung
Im Jahr 1936 nach der Weltwirtschaftskrise in Pittsburgh. Die Familie Charles hat ein Klavier geerbt, das der ganze Stolz und der wertvollste Besitz der Familie ist. Dieses ist mit von einem versklavten Vorfahren geschnitzten Mustern verziert, die ihre Familiengeschichte erzählen. Boy Willie will das Klavier verkaufen, seine Schwester Berniece will es wegen seines Erinnerungswertes behalten. Ihr Onkel Doaker, bei dem Berniece mit ihrer 11-jährigen Tochter Maretha lebt, steht zwischen ihnen.

## August Wilsons Theaterstück
Der Film basiert auf dem Theaterstück The Piano Lesson von August Wilson, das im November 1987 im Yale Repertory Theatre in New Haven uraufgeführt wurde. Im Mittelpunkt des Stücks stehen die Auseinandersetzungen zwischen einem Bruder und seiner Schwester, die unterschiedliche Vorstellungen davon haben, was sie mit dem Klavier machen sollen, das ihr Vater geerbt hat. Während Boy Willie in dem Klavier nur ein gewinnbringendes Objekt sieht, dieses verkaufen möchte und von dem Erlös ein Stückchen Land kaufen will, denkt seine Schwester Berniece, man solle es in Ehren halten. Schließlich hatte die Mutter dieses 17 Jahre lang poliert.
Das Theaterstück wurde bereits 1995 von Lloyd Richards unter gleichem Titel verfilmt, mit Charles S. Dutton, Alfre Woodard und Carl Gordon in den Hauptrollen.

## Produktion

### Regie und Drehbuch
Regie führte Malcolm Washington. Er gibt mit The Piano Lesson sein Spielfilmdebüt. Zuvor war er bei zwei Kurzfilmen und bei dem Spielfilm North Hollywood von Mikey Alfred als Produzent tätig. Gemeinsam mit Virgil Williams adaptierte er auch Wilsons Theaterstück für den Film. Als Produzenten des Films treten sein Vater Denzel Washington und Todd Black in Erscheinung, die in der Vergangenheit gemeinsam an einer Reihe von Filmen zusammenarbeiteten. Denzel Washington hatte mit Fences und Ma Rainey’s Black Bottom bereits zuvor als Regisseur oder Produzent Werke von Wilson verfilmt.

### Besetzung und Dreharbeiten

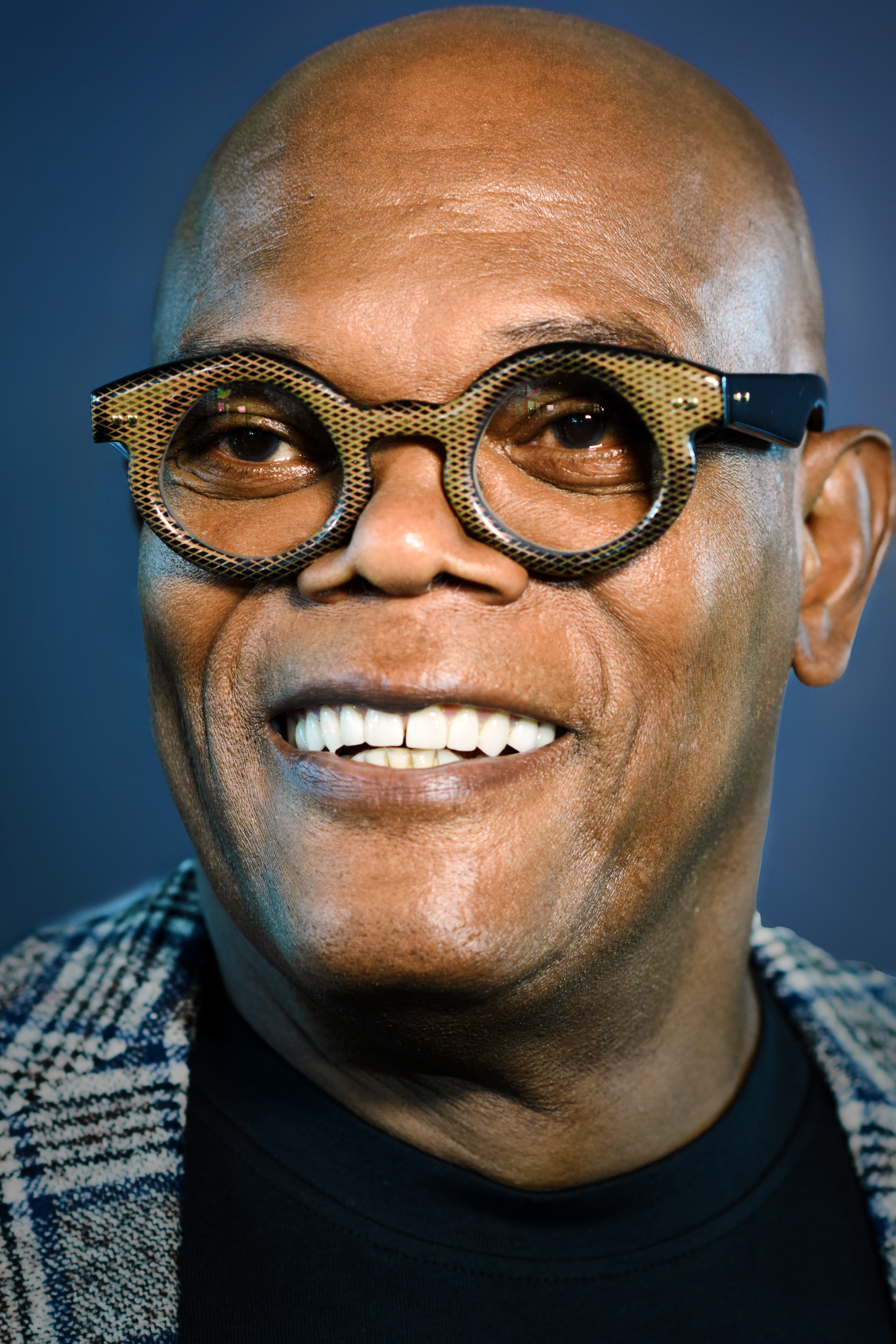
Samuel L. Jackson spielt Onkel Doaker Charles

John David Washington, der Bruder des Regisseurs und bekannt aus den Filmen BlacKkKlansman und Tenet, spielt in einer der Hauptrollen Boy Willie Charles. Danielle Deadwyler, die in Till und The Harder They Fall zu sehen war, verkörpert dessen Schwester Berniece und Ehrenoscarpreisträger Samuel L. Jackson ihren gemeinsamen Onkel Doaker Charles. In weiteren Rollen sind Ray Fisher als Boy Willies Freund Lymon, Michael Potts, der bereits in Ma Rainey’s Black Bottom und hiernach in Rustin in Erscheinung trat, als Doakers älterer Bruder Wining Boy, Corey Hawkins, bekannt aus Straight Outta Compton und  In the Heights, als Bernieces Verehrer Pater Avery Brown und Melanie Jeffcoat als Miss Ophelia zu sehen. Skylar Aleece Smith wurde als Bernieces 11-jährige Tochter Maretha besetzt. Auch der Kanadier Stephan James, bekannt aus Hauptrollen in Zeit für Legenden, Beale Street und 21 Bridges, ist im Film in einer Nebenrolle zu sehen, ebenso die Soul-Sängerin Erykah Badu in einem Cameo-Auftritt als Lucille. Das Casting übernahmen Lindsay Graham und Mary Vernieu.
Samuel L. Jackson, John David Washington, Ray Fisher und Michael Potts standen in der Spielzeit Herbst und Winter 2022/23 in einer von LaTanya Richardson Jackson inszenierten Broadway-Produktion von The Piano Lesson im Ethel Barrymore Theatre bereits gemeinsam auf der Bühne, in den Rollen, die sie auch im Film übernehmen.
Die Dreharbeiten wurden Mitte April 2023 in Atlanta begonnen. Die erste Verfilmung von Richards wurde noch in Pittsburgh gedreht, wo The Piano Lesson spielt, wie die meisten Stücke von Wilson. Als Kameramann fungierte Mike Gioulakis, der in der Vergangenheit für die meisten Filme von M. Night Shyamalan und zuletzt für Sasquatch Sunset von David und Nathan Zellner tätig war.

### Filmmusik. Marketing und Veröffentlichung
Die Filmmusik komponierte Alexandre Desplat. Das Soundtrack-Album mit insgesamt 16 Musikstücken wurde am 15. November 2024 von Netflix Music als Download veröffentlicht.
Der erste Trailer wurde Ende August 2024 vorgestellt. Erste Vorstellungen des Films erfolgten Ende August, Anfang September 2024 beim Telluride Film Festival. Die internationale Premiere von The Piano Lesson fand am 11. September 2024 beim Toronto International Film Festival statt. Ende September, Anfang Oktober 2024 wurde er beim Vancouver International Film Festival vorgestellt, hiernach beim London Film Festival, beim Woodstock Film Festival, beim Hamptons International Film Festival, beim Chicago International Film Festival als Eröffnungsfilm,
beim Montclair Film Festival als Abschlussfilm und Ende Oktober 2024 beim Austin Film Festival und beim Savannah Film Festival. Am 8. November 2024 kam er in ausgewählte US-Kinos. Eine Veröffentlichung bei Netflix erfolgte am 22. November 2024.

## Rezeption

### Altersfreigabe
In den USA wurde der Film als PG-13 eingestuft.

### Kritiken
Von den bei Rotten Tomatoes aufgeführten Kritiken sind 88 Prozent positiv bei einer durchschnittlichen Bewertung mit 7,3 von 10 möglichen Punkten.  Bei Metacritic erhielt der Film einen Metascore von 69 von 100 möglichen Punkten.
Carla Renata schreibt in ihrer Kritik für The Wrap, Danielle Deadwyler und John David Washington fingen als dynamisches Filmduo in den Rollen von Berniece und Boy Willie das Feuer perfekt ein, mit dem man die Dialoge von August Wilson verbindet. Renata zitiert Boy Willie, der sagt „Ich fühle mich langsam wie Melasse, die Welt gleitet einfach an mir vorbei“, und denkt, Sätze wie dieser würden das Publikum bis ins Mark berühren, weil sich jeder irgendwann in seinem Leben einmal so gefühlt hat. Doaker aber halte eine der besten Reden, in der er die Geschichte und Bedeutung des Klaviers erklärt, und Samuel L. Jackson sei in dieser Rolle urkomisch. Auch das   Szenenbild von David J. Bomba hebt Renata lobend hervor, der allein für das Klavier mit seinen aufwendigen Schnitzereien Lob verdiene. Malcolm Washington mit seiner filmischen Neuinterpretation dieses Wilson-Klassikers jede Note perfekt. Mit Darbietungen, die nachhallen, und einem Regiedebüt, das man nicht so schnell vergessen wird, sei The Piano Lesson eine Lektion in Sachen Liebe, Freundschaft und Familie.

### Auszeichnungen

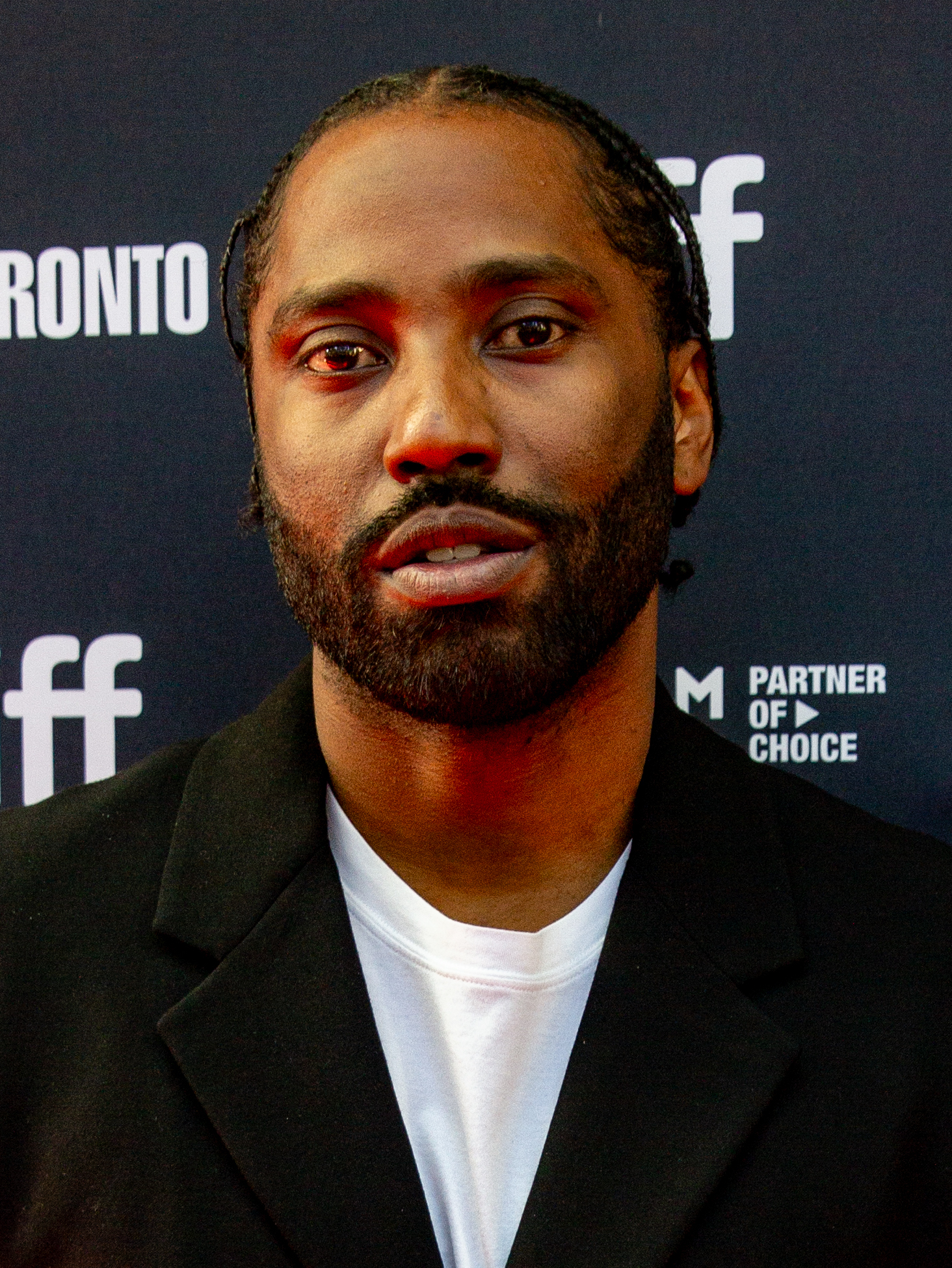
John David Washington spielt Boy Willie

African-American Film Critics Association Awards 2024
- Auszeichnung als Beste Nebendarstellerin (Danielle Deadwyler)
- Auszeichnung mit dem Emerging Director Award (Malcolm Washington)
- Auszeichnung mit dem Breakout Performance Award (Ray Fisher)
- Auszeichnung als Bestes Ensemble
- Aufnahme in die Top 10 Films of the Year[29][30]

Astra Film Awards 2024
- Nominierung als Bester Debütfilm (Malcolm Washington)
- Nominierung als Beste Nebendarstellerin (Danielle Deadwyler)[31]

Black Reel Awards 2025
- Nominierung als Bester Film (Todd Black und Denzel Washington,)
- Nominierung für die Beste Regie (Malcolm Washington)
- Nominierung für die Beste Nachwuchsregie (Malcolm Washington)
- Nominierung für das Beste Drehbuch (Malcolm Washington und Virgil Williams)
- Nominierung für das Beste Debütdrehbuch (Malcolm Washington)
- Nominierung für die Beste Hauptrolle (John David Washington)
- Auszeichnung für die Beste Nebenrolle (Danielle Deadwyler)
- Nominierung als Bester Nachwuchsschauspieler (Ray Fisher)
- Auszeichnung als Bestes Ensemble
- Auszeichnung für das Beste Szenenbild (David J. Bomba, Chardae Adams und Patrick Cassidy)
- Nominierung für die Besten Kostüme (Francine Jamison-Tanchuck)
- Auszeichnung für die Besten Haare und das beste Make-up (Lawrence Davis und Jenny Garner)[32][33]

Celebration of Cinema and Television 2024
- Auszeichnung mit dem Actor Award (John David Washington)[34]

Critics’ Choice Movie Awards 2025
- Nominierung als Beste Nebendarstellerin (Danielle Deadwyler)[35]

Denver Film Festival 2024
- Auszeichnung mit dem Excellence in Writing Award (Virgil Williams uns Malcolm Washington)[36]

Gotham Awards 2024
- Auszeichnung mit dem Ensemble Tribute Award
- Nominierung für die Beste Nebenrolle (Danielle Deadwyler)[37][38]

Hamptons International Film Festival 2024
- Auszeichnung mit dem Breakthrough Director Award (Malcolm Washington)[39]

Independent Spirit Awards 2025
- Nominierung als Bester Debütfilm (Malcolm Washington)
- Nominierung für die Beste Nebenrolle (Danielle Deadwyler)[40]

Middleburg Film Festival 2024
- Auszeichnung mit dem Breakthrough Actor Award (Danielle Deadwyler)[41]

Montclair Film Festival 2024
- Auszeichnung mit dem Performance Award (John David Washington)
- Auszeichnung mit dem Breakthrough Director Award (Malcolm Washington)[22]

NAACP Image Awards 2025
- Nominierung als Bester Film
- Nominierung für die Beste Regie (Malcolm Washington)
- Nominierung für das Beste Drehbuch – Film (Virgil Williams und Malcolm Washington)
- Nominierung als Bester Nachwuchskreativer (Malcolm Washington)
- Nominierung als Bester Hauptdarsteller (John David Washington)
- Nominierung als Bester Nebendarsteller (Corey Hawkins)
- Nominierung als Bester Nebendarsteller (Samuel L. Jackson)
- Nominierung als Beste Nebendarstellerin (Danielle Deadwyler)
- Nominierung als Bester Nachwuchs – Film (Danielle Deadwyler)
- Nominierung als Bester Jungschauspieler (Skylar Aleece Smith)
- Nominierung als Bestes Schauspielensemble
- Nominierung für das Beste Kostümdesign (Francine Jamison-Tanchuck)
- Nominierung für die Besten Frisuren (Andrea Mona Bowman)
- Nominierung für das Beste Make-Up (Para Malden)[42]

San Francisco International Film Festival 2024
- Auszeichnung mit dem George Gund III Award for Virtuosity (Malcolm Washington)[43]

Satellite Awards 2025
- Nominierung als Beste Nebendarstellerin (Danielle Deadwyler)[44]

Screen Actors Guild Awards 2025
- Nominierung als Beste Nebendarstellerin (Danielle Deadwyler)[45]

Seattle Film Critics Society Awards 2024
- Nominierung als Beste Nebendarstellerin (Danielle Deadwyler)[46]